# Шепиевка
Шепиевка (укр. Шепіївка) — село на Украине, находится в Калиновском районе Винницкой области.
Код КОАТУУ — 0521686306. Население по переписи 2001 года составляет 548 человек. Почтовый индекс — 22421. Телефонный код — 4333.
Занимает площадь 11,96 км².

## История
Село, имеющее нынешнее название, Шепиевка упоминается в письменных источниках с конца восьмидесятых годов 16 ст. До этого Шепиевка, во всяком случае официально, именовалась как село Овдиевци. Точной даты основания села нет, однако первые письменные упоминания есть в люстрации 1545 года, где указано, что в Овдиевцах дымов (дворов) нет. Часто на месте многолюдных сел после набегов татар десятками лет были пустоши, которые сохраняли только их названия. Но со временем села восстанавливались, сохраняя прежние названия. Так, 1552 году в Овдиевцах указан один дым. Хотя в то же время упоминаются Овдиевци с одним попом и одной церковью, количество жителей не указывается. Это можно объяснить только одним, что владелец села, чтобы уменьшить налог с дыма, указал не точное количество дворов. Это было обычной практикой на то время. В 1570 году село было значительное по количеству жителей, так как при установлении границы между брацлавскими землями и Барским староством упоминается «селище Овдиевци», тянувшееся «аж по Чорний шлях».
В 1589 году Лаврин Писочинский, брацлавский пидкоморий, получает в дар от своей жены село Овдеевци (Шепиевку). В октябре 1594 г. в жалобе на разбойное нападение Северина Наливайко Лаврин Писочинский село Шепиевку указывает как маеток Овидеевка, а с начала 17 ст. название Шепиевка окончательно закрепилось в официальных документах. В 1606 году князь Друцкий-Горский обратился с жалобой в суд на жену Винницкого и Брацлавского старосты Валенты Калиновского, посессорку Эльжбету, и её сестру Гелену Струсь с тем, что в её село Гулевцы сбежали с добром его подданные с. Шепиевки (Siepijwki).
В 1629 году село насчитывало 22 дымы, было в аренде Адама Лозневского (Adam Lazniewski z dzierzawy swey wsi Szepiiowki z pod Pikowa).
В. Стецюк в монографии «Сліди прадавнього населення України в топоніміці» утверждает, что слово Шепиевка тюркського происхождения, связанное с древними булгарами, проживавшими в этих местах в IV—IX ст. н. э. О том, что в древности в округе села было поселение, косвенно могут свидетельствовать некоторые факты. Так, в километре на северо-восток с. Шепиевки на берегу речки Грабарка находится древнее городище Черняховской культуры. Время от времени на месте городища выкапывают разные предметы. Так, в 1912 году местный крестьянин выкопал горшок с золотыми монетами, а в середине 60-х годов прошлого столетия
примерно на глубине 4-х метров была выкопана глубокая тарелка с цветным узором. До настоящего времени на месте строений находятся битый кирпич, черепки. По преданию это был город Шепетов, который в древности разрушили кочевники. Этот город упоминался в церковной летописи, предполагая, что название Шепиевка произошло от разрушенного города Шепетова или от шипения большого количества змей, которые водились в когда-то глухих лесах по берегам Сниводы и Грабарки. Предположительно, село Овдиевци было расположено на шепиевских землях, название которых в 17 ст. окончательно закрепилось за селом.
В селе была трехкупольная деревянная, построенная без единого гвоздя, церковь, освященная в честь чуда архистратига Михаила Хонех. В 1778 году её поставили на каменный фундамент. В 1934 г. церковь была разобрана местными атеистами.
В 1885 г. в селе имелись школа, постоялый двор, церковь, 70 дворовых хозяйств, 665 чел. В начале XX в. в селе появилась хата-читальня, две мельницы, два больших сада.

## Религия
В селе действует храм Чуда Архистратига Михаила в Хонех Калиновского благочиния Винницкой епархии Украинской православной церкви.

## Адрес местного совета
22420, Винницкая область, Хмельникский р-н, с. Пиков, ул. Коммунистическая, 13